# Edgar Knecht
Edgar Knecht (* 4. Januar 1964 in Winterberg) ist ein deutscher Jazzmusiker (Piano, Komposition).

## Leben und Wirken
Knecht hatte zunächst eine klassische Ausbildung an Klavier (Hellmuth Vivell) und Querflöte (Eleonore Kluge). Seit früher Jugend trat er mit eigenen Werken für Klavier und verschiedene Ensembles auf. Dann studierte er bei Wolfgang Köhler, Jorge Guarin und Klaus Ignatzek.
Knecht verfasste zahlreiche Kompositionen für Theater, Film und Fernsehen (u. a. für Oscar-Preisträger Thomas Stellmach, das ZDF, den Systhema Verlag München oder den Dudenverlag Mannheim). Bereits sein Debütalbum Good Morning Lilofee (2009), das er mit seinem Trio vorlegte, beeindruckte durch seine einzigartigen Volksliedbearbeitungen. Sein zweites Album Dance on Deep Waters (2013) erreichte die Top 30 der deutschen Jazzcharts.
Sein Projekt Keys to Friendship mit dem syrischen Musiker Aeham Ahmad erhielt 2017 den Creole-Festivalpreis für die beste Weltmusik aus Deutschland; das Album gelangte auf die Longlists für den Preis der deutschen Schallplattenkritik. Personal Sessions (2019), das er mit seinem um Frederik Köster zum Quartett erweiterten Trio einspielte, wurde als „Jazz-Album der Woche“ ausgezeichnet.